# Mizugucsi Tecuja
Mizugucsi Tecuja (水口 哲也; Hepburn: Tetsuya Mizuguchi; Otaru, 1965. május 22. –) japán videójáték-tervező és a Q Entertainment fejlesztő csapat alapítója.

## Élete
Mizugucsi a Segánál dolgozott az 1990-2003-as időszakban, legismertebb munkái a Sega Rally Championship, Space Channel 5 és a Rez. Az időszak végén a United Game Artist részlegnél volt kreatív vezető.
2003 szeptemberében a Sega a belsős személyzeti rendszerét átalakította. Ezen belül került sor a United Game Artist felbontására és tagjaikat átirányították a Sonic Teambe. A következő hónapban Mizugucsi bejelentette, hogy elhagyja a Segát 2003. október 10-én. Őt idézve a vállalati kultúra megváltozott a Sega-Sammy fúzió után és azt figyelték, hol akadályozhatják. Szabadúszó akart lenni a videójáték iparban, egy akkor még meg nem nevezett cégénél.
Azóta megalapította a Q Entertainmentet és kezdetnek 2 játékot fejlesztettek hordozható konzolokra. A Lumines PlayStation Portablere, a Meteos Nintendo DSre jelent meg. Mindkét játék megjelent Japánban, Észak-Amerikában és Európában is. Cége később elkészítette a Lumines Live!-ot Xbox 360-ra, a 2006. október 18-án debütáló Xbox Live Arcade szolgáltatásra. 2006. november 7-én dobták piacra PlayStation Portablere a közkedvelt játékuk folytatását, a Lumines II-t. Kicsit korábban (2006. augusztus 7) jelent meg a lövöldözős/puzzle játékuk, az Every Extend Extra.
Továbbá Mizugucsi bedolgozott a Ninety-Nine Nights fejlesztésekor mint külsős vállalkozó Quest Beat néven. Rendszeresen látogatott Japánból Dél-Koreába, a játék fejlesztőjéhez a Phantagramhoz.
Ő felügyelte a Gunpey fejlesztését (megjelent Nintendo DS és PSP konzolokon), a címet egy elhunyt játéktervező tiszteletére, Jokoi Gunpej után nevezték el. Every Extend Extra játékának folytatását 2007. október 17-én jelentette meg a Xbox Live-ra, Every Extend Extra Extreme címmel. Később elkészítette a Rez nagy felbontású verzióját, majd legutóbbi munkáját, a Child of Eden-t, amit saját maga mutatott be a 2010-ben.
Mizugucsi angol nyelvtudásának köszönhetően sok nyugati lapnak adott interjút.

## Játékai

### Tervező
- Sega Rally Championship (1995; Arcade, Sega Saturn, PC) AM5
- Sega Rally 2 (1998; Arcade, Dreamcast, PC) AM5
- Space Channel 5 (1999; Dreamcast, PS2) UGA
- Rez (2001; Dreamcast, PS2) UGA
- Space Channel 5: Part 2 (2002; Dreamcast, PS2) UGA
- Lumines (2004; PSP, PS2, PC) Q Entertainment
- Lumines Live! (2006; Xbox 360) Q Entertainment
- Lumines II (2006; PSP) Q Entertainment
- Ninety-Nine Nights (2006; Xbox 360) Q Entertainment, Phantagram
- Child of Eden (2011; Xbox 360, PS3) Q Entertainment, Ubisoft

### Készítő vagy továbbfejlesztő
- Meteos (2005; Nintendo DS) Q Entertainment
- Every Extend Extra (2006; PSP) Q Entertainment
- Gunpey (2006; Nintendo DS, PSP) Q Entertainment
- Every Extend Extra Extreme (2007; Xbox 360) Q Entertainment

## Fordítás
- Ez a szócikk részben vagy egészben  a   Tetsuya Mizuguchi című angol Wikipédia-szócikk ezen változatának fordításán alapul.  Az eredeti cikk szerkesztőit annak laptörténete sorolja fel. Ez a jelzés csupán a megfogalmazás eredetét és a szerzői jogokat jelzi, nem szolgál a cikkben szereplő információk forrásmegjelöléseként.